# Billy Mills
Billy Mills, född 30 juni 1938 i Pine Ridge i South Dakota, är en amerikansk friidrottare (långdistanslöpare).
Mills blev olympisk mästare på 10 000 meter vid olympiska sommarspelen 1964 i Tokyo. Han växte upp på ett indianreservat i South Dakota och blev tidigt föräldralös. Det har gjorts en film om hans liv, Running Brave (1983). Han har också skrivit en bok, Lessons of a Lakota, tillsammans med Nicholas Sparks.